# Sora Ltd.
Sora Ltd. é uma desenvolvedora japonesa de jogos eletrônicos fundada pelo empregado da HAL Laboratory, Masahiro Sakurai. Ela foi formada nos anos de resignação de Sakurai de seu cargo na HAL Laboratory. O jogo mais recente que a desenvolvedora  completou foi Super Smash Bros. Ultimate. O desenvolvimento foi sustentando por outros estúdios, incluindo a Bandai Namco Entertainment